# 2001 Mars Odyssey
2001 Mars Odyssey (of kortweg Mars Odyssey) is een ruimtesonde van de NASA die zich sinds 24 oktober 2001 in een baan rond Mars bevindt. De start vond plaats op 7 april 2001 aan boord van een Delta II raket. De sonde werkt ondanks beschadigingen in 2003 uitstekend. Zijn missieduur is al twee keer verlengd en de sonde is nog steeds actief.

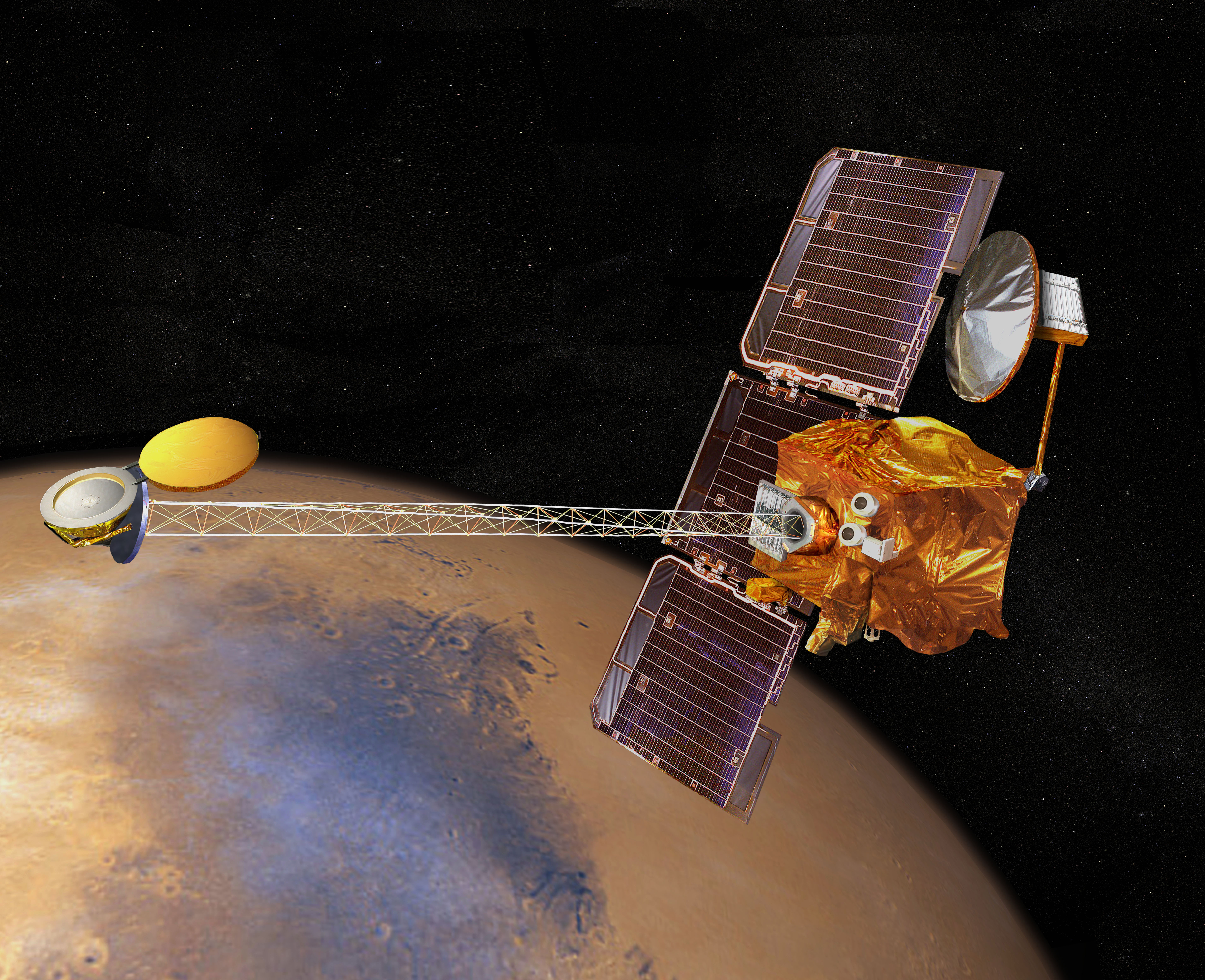
Artiestimpressie van de 2001 Mars Odyssey

## Missie

### Aankomst
Toen de sonde op 23 oktober 2001 bij Mars aankwam moest hij eerst door “aerobraking”, het afremmen door wrijving met de Marsatmosfeer, in een geschikte baan rond Mars gebracht worden. Hiervoor was het nodig dat de sonde verschillende keren door de bovenste lagen van de Marsatmosfeer geleid werd om in de juiste baan te komen.  Men had verschillende maanden nodig voor deze manoeuvre die pas in februari 2002 was afgerond. 

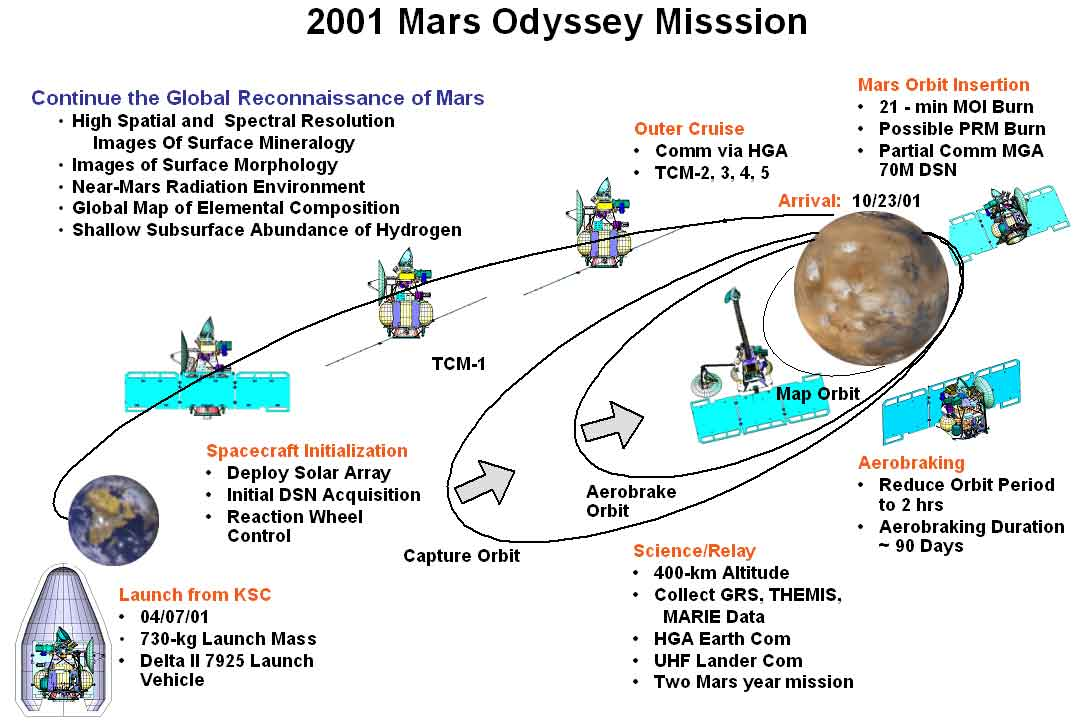
Samenvatting van de Mars Odyssey mission

### Doelen
In februari 2002 begon de hoofdmissie die tot augustus 2004 duurde. De eerste keer in de geschiedenis van het Marsonderzoek ontwierp men een kaart van de chemische samenstelling van het oppervlak van Mars. Een hoofddoel daarbij was het vaststellen van de aanwezigheid van waterijs. Verder wil men vooral ook inzicht krijgen in de stralingsintensiteit in de onderste lagen van de Marsatmosfeer. Dit laatste is van cruciaal belang voor de veiligheid van astronauten in de toekomst bij eventuele bemande reizen naar Mars . Omdat de sonde zich in een zeer goede toestand bevond werd de missie vooreerst met twee jaar verlengd tot september 2006. Daarna nog eens met twee jaar tot augustus 2008. Sinds de aankomst op Mars van de Mars Exploration Rovers in januari 2004,  de Spirit en de Opportunity, dient de Odyssey als de belangrijkste verbinding voor de Rovers met de NASA

### Water
Hoogtepunt van de Mars Odyssey missie is wel het bewijs in oktober 2002 van de aanwezigheid van grote hoeveelheden waterijs  in het zuidpoolgebied. De geleerden hadden van tevoren het vermoeden gehad van de aanwezigheid van bevroren kooldioxide (droogijs) met misschien ook wat waterijs.  Nu heeft men dus vastgesteld dat er onder de lagen droogijs voorraden waterijs liggen. Deze vondsten zijn met andere instrumenten door de Europese Mars Express in februari 2004 intussen bevestigd.

### De naam
De naam van de sonde is een hommage aan Arthur C. Clarke, de schrijver van het boek 2001: A Space Odyssey en aan Stanley Kubrick en zijn film 2001: A Space Odyssey. De oorspronkelijke naam was: Mars Surveyor 2001 Orbiter. De verandering van de naam heeft er ook mee te maken dat de 758 kg zware sonde een nieuw begin moest markeren in het Amerikaanse Marsonderzoek na de catastrofen met de Mars Climate Orbiter en de Mars Polar Lander in 1999. De sonde heeft ook ten dele dezelfde doelen als de mislukte Mars Climate Orbiter.

### Instrumenten
Mars Odyssey heeft drie instrumenten: De Gamma Ray Spectrometer (GRS), het Thermale Emissie Imaging Systeem (THEMIS), en het Mars Radiation Environment Experiment (MARIE). (MARIE mislukte vanaf oktober 2003 vanwege het sterke deeltjesbombardement door de zonnestorm van 28 oktober 2003).
GRS, spectrometer voor gammastraling moet op het marsoppervlak de aanwezigheid van 20 verschillende elementen van het periodieke systeem onderzoeken. ( silicium, ijzer, magnesium etc.) Verder moet het instrument aan het oppervlak en tot op 1 meter diep nagaan of er waterstof, waterijs of water is/was.
Themis, soort camera voor warmtestraling en zichtbaar licht. Themis werkt op 9 verschillende golflengten in infrarood licht en op 5 verschillende golflengten in zichtbaar licht.  Dit Themis instrument van de Mars Odyssey niet verwarren met het NASA programma Themis dat de magnetosfeer rond de aarde onderzoekt. 
Marie, gevoelig voor straling van radioactieve stoffen, raakte buiten werking door  een sterk bombardement van deeltjes door de zonnestorm van 28 oktober 2003). Het instrument ontdekte nog voor het onklaar raakte dat de straling op Mars 2X à 3X zo sterk is als op de aarde. Daarmee heeft het de belangrijkste opgave nog kunnen volbrengen.